# Nancy
Nancy (nemško Nanzig) je zgodovinsko mesto in občina v nekdanji severovzhodni francoski regiji Loreni, današnji regiji Grand Est, departmaju Meurthe-et-Moselle. Leta 2019 je mesto imelo 105.000 prebivalcev.

## Geografija
Mesto leži v severovzhodni Franciji ob reki Mozeli.

## Administracija
Nancy je sedež treh kantonov:
- Kanton Nancy-1 (del občine Nancy: 35.118 prebivalcev),
- Kanton Nancy-2 (del občine Nancy: 32.947 prebivalcev),
- Kanton Nancy-3 (del občine Nancy: 36.256 prebivalcev).

Mesto je prav tako sedež okrožja, v katerega so poleg njegovih vključeni še kantoni Dieulouard, Haroué, Jarville-la-Malgrange, Laxou, Malzéville, Neuves-Maisons, Nomeny, Pompey, Pont-à-Mousson, Saint-Max, Saint-Nicolas-de-Port, Seichamps, Tomblaine, Vandœuvre-lès-Nancy-Vzhod/Zahod in Vézelise s 415.106 prebivalci.

## Zgodovina
Najzgodnejša znamenja ljudskih naselbin na ozemlju Nancyja segajo nazaj v 9. stoletje pred našim štetjem.
Majhen utrjen kraj Nanciacum je bil zgrajen pod lorenskim vojvodom Gérardom okoli leta 1050. Po oplenjenju in razdejanju mesta s strani svetorimskega cesarja Friderika II. Hohenstaufna je bil Nancy ponovno obnovljen in z leti postal glavno mesto Lorenskega vojvodstva. Leta 1477 je bil pred njegovim obzidjem poražen in ubit burgundski vojvod Karel I. V letu 1766 je s smrtjo poljskega kralja Stanislava Leszczyńskega vojvodstvo postalo francoska provinca s sedežem v Nancyju. Le-ta je ohranil položaj vse do sredine 20. stoletja, ko ga je ob ustanovitvi regije Lorene zamenjal Metz.

## Znamenitosti
Nancy je na seznamu francoskih umetnostno-zgodovinskih mest.
- Stolnica v Nancyju (Stolnica Marijinega oznanjenja in sv. Sigisberta), iz 18. stoletja,
- Place Stanislas; trg, imenovan po poljskem kralju in lorenskemu vojvodu Stanislavu Leszczynskemu; Place de la Carrière in Place d'Alliance so bili leta 1983 dodani na UNESCOv seznam svetovne kulturne dediščine.
- École de Nancy: skupina umetnikov in arhitektov, delujočih v slogu Art nouveau na koncu 19. in začetku 20. stoletja; Nancy je v glavnem zaradi njihovih del postal središče umetnosti in arhitekture, s čimer je tekmoval s Parizom in dobil vzdevek Capital de l'Est.

## Pobratena mesta
- Cincinnati, Ohio (ZDA),
- Kanazawa (Japonska),
- Karlsruhe (Nemčija),
- Liège (Belgija),
- Lublin (Poljska),
- Newcastle upon Tyne (Združeno kraljestvo),
- Padova (Italija),
- Qiryat Shemona (Izrael).